# В твоей голове
«В твое́й голове́» — песня российского певца Димы Билана, выпущенная 16 сентября 2016 года на лейбле Archer Music.

## Видеоклип
По сюжету действия клипа на песню «В твоей голове» происходят в воображении Димы Билан. Его воображение — это замкнутая комната, в которой живут странные персонажи, яркие и необычные — они являются воплощением эмоций артиста. Самая красивая и настоящая из них воплощена в образе главной героини, привлекательной и загадочной девушки. Именно благодаря ей Дима меняется, становясь серьезнее. Но его «друзья» снова отвлекают его своим милым безумием. И только с помощью мысли он переносится в уединённое место, где сможет снова быть с ней вместе. Однако его эмоции нераздельны с ним, и избавиться от них не так просто. Режиссёром стал Леонид Колосовский.

## Чарты
| Чарт 2016                   | Высшая позиция в чартах |
| --------------------------- | ----------------------- |
| СНГ (Top Radio Hits) TopHit | 36                      |
| РОФ (Top Radio Hits)        | 36                      |

## История релиза
| Регион | Дата             | Формат                                  | Лейбл        |
| ------ | ---------------- | --------------------------------------- | ------------ |
| Мир    | 16 сентября 2016 | Радиоротация цифровые загрузки стриминг | Archer Music |

## Награды и номинации
| Год  | Премия        | Номинированная работа      | Категория                 | Результат |
| ---- | ------------- | -------------------------- | ------------------------- | --------- |
| 2017 | ZD Awards     | Песня «В твоей голове»     | Dance/Танцевальный проект | Номинация |
| 2017 | Премия Муз-ТВ | Песня «В твоей голове»     | Лучшая песня              | Номинация |
| 2017 | Премия Муз-ТВ | Видеоклип «В твоей голове» | Лучшее видео              | Победа    |